# Nannobittacus tjederi
Nannobittacus tjederi is een schorpioenvliegachtige uit de familie van de hangvliegen (Bittacidae). De wetenschappelijke naam van de soort is voor het eerst geldig gepubliceerd door Byers in 1965.
De soort komt voor in Colombia, Panama en Venezuela.